# Mount Vernon (Misuri)
Mount Vernon es una ciudad ubicada en el condado de Lawrence en el estado estadounidense de Misuri. En el Censo de 2010 tenía una población de 4575 habitantes y una densidad poblacional de 457,03 personas por km².

## Geografía
Mount Vernon se encuentra ubicada en las coordenadas 37°6′20″N 93°49′10″O / 37.10556, -93.81944. Según la Oficina del Censo de los Estados Unidos, Mount Vernon tiene una superficie total de 10.01 km², de la cual 10.01 km² corresponden a tierra firme y (0%) 0 km² es agua.

## Demografía
Según el censo de 2010, había 4575 personas residiendo en Mount Vernon. La densidad de población era de 457,03 hab./km². De los 4575 habitantes, Mount Vernon estaba compuesto por el 95.32% blancos, el 0.39% eran afroamericanos, el 1.27% eran amerindios, el 0.48% eran asiáticos, el 0% eran isleños del Pacífico, el 0.59% eran de otras razas y el 1.95% pertenecían a dos o más razas. Del total de la población el 2.14% eran hispanos o latinos de cualquier raza.